# 電撃hp公式海賊本
電撃hp公式海賊本（でんげきエイチピーこうしきかいぞくぼん）は、メディアワークスのライトノベル系文芸雑誌『電撃hp』『電撃文庫MAGAZINE』で掲載・文庫化に至らなかった作品や、番外編を収録したアンソロジー集。
2003年の『電撃ヴんこ』から毎年1〜2冊刊行されている。
電撃hp・電撃文庫MAGAZINEで告知があり、そこでの誌上通販や、メディアワークスの通販サイト電撃屋.comなどで販売され、一部のキャラクターグッズ専門店でフェアの一環として、そしてメディアワークスのイベントなどでも販売されることが稀にある。
本項では主にイベントで販売された電撃文庫の公式海賊本も扱う。

## 電撃ヴんこ
2003年発売。

### 掲載作品
電撃ヴんこでの掲載順に記載。
【小説】
- 『キノの旅　口絵だよ!全員集合!!』　（時雨沢恵一／黒星紅白）
- 『キノ颯爽登場! -Here Comes KINO!-』　（時雨沢恵一／黒星紅白）
- 『今まさに煌々と(以下略) -the Preface-』　（時雨沢恵一／黒星紅白）
- 『天使篇(真贋について)』　（上遠野浩平／緒方剛志)
- 『ダブルブリッド　番外編/獣の螺旋』　（中村恵里加／たけひと）
- 『いつもどこでも忍²ニンジャLTD　インビジブル忍』　（阿智太郎／宮須弥）
- 『逢えば変する奴ら』　（川上稔／さとやす(TENKY)）
- 『しゃくがんのしゃな』　（高橋弥七郎／いとうのいぢ）
- 『犯人は、揚げたてコロッケの匂い』　（鷹見一幸／あんみつ草）
- 『ロボット妹』　（佐藤ケイ／さがのあおい）
- 『ドクかみっ!』(コラボレーション企画)　（有沢まみず＆おかゆまさき／若月神無＆とりしも）

【コミック＆イラストノベル】
- 『りばあず・えんど　めいどきっさばんざい』　（橋本紡／高野音彦）
- 『ぱぴの旅　その1/その2』　（ぱぴお／じゅうぞう）

【イラストパロディ】
- 『吸血鬼のおしごと』　（片瀬優）
- 『コールド・ゲヘナ』　（忍青龍）
- 『灰色のアイリス』　（佐藤利幸）
- 『第61魔法分隊』　（水上カオリ）

【企画】

## 電撃h・電撃p
2004年発売。電撃hが「えっちでドキドキ!」、電撃pが「ぱろでぃでドキドキ!」をコンセプトとしている。

### 電撃h
- 『竹泡対談＜h＞編』　（上遠野浩平）
- 『学園キノ 籠球木乃』『学園キノ 水泳木乃』　（黒星紅白）
- 『しんでれらのしゃな』　（高橋弥七郎）
- 『護クンニマン画デ祝福ヲ!!』　（佐藤利幸）
- 『私立犬神女学院 密やかな関係、ただれた関係編』　（有沢まみず）
- 『殺人妃とディープエンド』　（鎌池和馬）
- 『ウサギのあなには入れない』（出海まこと）
- 『ドララキュータ 』　（阿智太郎）
- 『デュラんぷ!!』　（成田良悟）
- 『電撃コラボレーション 豪華客船MW号＜h＞編』
  - 「死者の箱船」　（三上延）
  - 「Sisterhood」　（岩田洋季）
  - 「Les Aventuriers 〜冒険者たち〜」　（近藤信義）
  - 「MW号の命題」　（谷川流）

### 電撃p
- 『竹泡対談＜p＞編』　（上遠野浩平）
- 『キノの旅第四部・学園編第二話「気になるアイツは転校生だワン!」』　（時雨沢恵一）
- 『しらゆきーり姫』　（壁井ユカコ）
- 『チアフルチャーマーもも。Cheerful Charmer MOMO』　（ハセガワケイスケ）
- 『道士さま怒りのてっ拳』　（三雲岳斗）
- 『私立犬神女学院 奥さまは女子高生編』　（有沢まみず）
- 『柚たんの休日』　（今田隆文）
- 『ヴぁララ!!!』　（成田良悟）
- 『電撃コラボレーション 豪華客船MW号＜p＞編』
  - 「月と貴女に花束を remains」　（志村一矢）
  - 「ないんえす？」　（葉山透）
  - 「内藤君と水野君の場合」　（在原竹広）
  - 「HERO」　（藤原祐）

## 電撃hPa
2005年発売。タイトルは「でんげきヘクトパスカル」と読む。

### 掲載作品
電撃hpaでの掲載順に記載。
- 『竹泡対談』　（上遠野浩平）
- 『学園キノ』　（時雨沢恵一）
- 『チアフルチャーマーもも。Cheerful Charmer MOMO』　（ハセガワケイスケ）
- 『海とラジオとＳＯＳ』　（壁井ユカコ)
- 『とある学園の禁書目録(インデックス)』　（鎌池和馬）
- 『アスラクラインのようなもの』　（三雲岳斗）
- 『いぬみみメイド かなたタン』　（三上延）
- 『空ノ鐘の響く放課後』　（渡瀬草一郎）
- 『フーコ、がんばります！』　（古橋秀之）
- 『いぬティック・ムーンは一途に恋をする』(コラボレーション企画)　（藤原祐、有沢まみず、志村一矢）
- 『わたしたちの 超 田村くん』（竹宮ゆゆこ）
- 『迷迷（め〜め〜）』　（成田良悟）

## 電撃BUNKOYOMI
2006年発売。「暦」の名の通り1年12ヶ月のパロディ小説・パロディイラストが掲載されている。
| 月   | パロディ小説（作）                                                           | パロディイラスト（画）                           | パロディイラスト（画）                  |
| ---- | ---------------------------------------------------------------------------- | ------------------------------------------------ | --------------------------------------- |
| 1月  | しにがみのバラッド。 （ハセガワケイスケ）                                    | でぃ・えっち・えぃ （小宮裕太）                  | でぃ・えっち・えぃ （小宮裕太）         |
| 2月  | ウィザーズ・ブレイン （三枝零一）                                            | 狼と香辛料 （文倉十）                            | 狼と香辛料 （文倉十）                   |
| 3月  | とある魔術の禁書目録? とある三月の贈与交換&とある三月の二〇一巻 （鎌池和馬） | 七姫物語 （尾谷おさむ）                          | 七姫物語 （尾谷おさむ）                 |
| 4月  | 私立!三十三間堂学院 （佐藤ケイ）                                             | 半分の月がのぼる空 （山本ケイジ）                | 半分の月がのぼる空 （山本ケイジ）       |
| 5月  | アスラクライン （三雲岳斗）                                                  | オオカミさんと七人の仲間たち （うなじ）          | オオカミさんと七人の仲間たち （うなじ） |
| 6月  | いぬかみっ! （有沢まみず）                                                   | いぬかみっ! （若月神無）                         | いぬかみっ! （若月神無）                |
| 7月  | とらドラ! （竹宮ゆゆこ）                                                     | わたしたちの田村くん （ヤス）                    | わたしたちの田村くん （ヤス）           |
| 8月  | 麒麟は一途に恋をする （志村一矢）                                            | デュラララ!!&越佐大橋シリーズ （ヤスダスズヒト） | バッカーノ!&ヴぁんぷ! （エナミカツミ）  |
| 9月  | キノの旅 （時雨沢恵一）                                                      | 十三番目のアリス （シコルスキー）                | 十三番目のアリス （シコルスキー）       |
| 10月 | キーリ （壁井ユカコ）                                                        | 想いはいつも線香花火 （ゆい）                    | 想いはいつも線香花火 （ゆい）           |
| 11月 | レジンキャストミルク （藤原祐）                                              | 断章のグリム （三日月かける）                    | 断章のグリム （三日月かける）           |
| 12月 | 空ノ鐘の響く惑星で （渡瀬草一郎）                                            | 半分の月がのぼる空 （山本ケイジ）                | 半分の月がのぼる空 （山本ケイジ）       |

## 電撃AprilFool
2007年4月のイベント「電撃文庫 春の祭典」で限定発売。
- キノの旅
- 灼眼のシャナ
- いぬかみっ
- 護くんに女神の祝福を!
- 半分の月がのぼる空
- バッカーノ!
- デュラララ!!
- ブギーポップ
- 終わりのクロニクル
- 我が家のお稲荷さま。
- とらドラ!
- 断章のグリム
- 私立!三十三間堂学院
- アスラクライン
- れでぃ×ばと!
- レジンキャストミルク
- 空ノ鐘の響く惑星で
- 狼と香辛料
- 小さな国の救世主
- 乃木坂春香の秘密
- はにかみトライアングル
- 撲殺天使ドクロちゃん
- リリアとトレイズ

## 電撃h&p
2007年11月のイベント「電撃15年祭」で限定発売。タイトルの「h&p」は「はじまり＆ピリオド」と読む。電撃文庫レーベルで発表している作家陣が書いた、自らの作品の「架空の第一話＆最終回」を収録している。
収録作品
- p (ピリオドパート)
  - キノの旅「最終回の国」-Goodbye, KINO!-
  - いぬかみっ！〜もしかしたらifにつながる最終話〜
  - 護くんにエンディングの祝福を！
  - 断章のグリム 金のかぎ
  - キーリ めろめろ昼メロ劇場 〜ハーヴェイ受難編Final
  - ブギーポップは終わらない!?
  - ウィザーズ・ブレイン 最終回狂想曲
  - 終わりのクロニクル春景色
- ? (はてなパート)
  - こんな『とある魔術の禁書目録』の第一話は嫌だ!! or こんな最終話は嫌だ!!
- h (はじまりパート)
  - 学園ホロたん♥
  - とらドラ！〜ドラゴン食堂へようこそ〜
  - れでぃ×ぱろ
  - おおかみさん禁断の果実をかじり新たなる世界に旅立つ
  - 撲殺天使ドクロちゃん×按摩悪魔ドクロちゃん
  - レジンキャストミルク〜ああっ硝子さまっ〜
  - 乃木坂春香の秘密 第○話
  - バッカーノ！B.C.300～Notorious B･E･Ginning～
  - デュラララ!!×0 さよなら、帝人先輩
- その他
  - 灼眼のシャナガ全テ

## 電撃パンチランキング
2007年11月のイベント「電撃15年祭」で限定発売。各作品のヒロイン達のパンチラを集めたイラスト集。

## 電撃パンチランキング2
2009年10月のイベント「電撃キャラクターフェスティバル2009」で限定発売。各作品のヒロイン達のパンチラを集めたイラスト集。

## 電撃“にせ”ん!!
2010年9月のイベント「電撃文庫 秋の祭典2010」で限定発売。「にせ」の字には「偽」があてられ、テーマになっている。

## 電撃ジャック!!
2011年10月のイベント「電撃文庫 秋の祭典2011」で限定発売。コスチュームジャックというテーマのもと、「もしもあの電撃文庫のキャラクターがこんなコスチュームに着替えたら……」という1シーンを原作の著者&イラストレーター陣が書き＆描き下ろしている。

## パンチラバーズ しまぱんフレンズ
2012年10月のイベント「電撃文庫 秋の祭典2012」で限定発売。イラストレーター陣の描き下ろしのしまぱんを扱ったイラスト集。

## パンチラバーズ ひもぱんフレンズ
2012年10月のイベント「電撃20年祭」で限定発売。イラストレーター陣の描き下ろしのひもパンを扱ったイラスト集。

## 電撃文庫20de20!!
2013年10月のイベント「電撃文庫 秋の祭典2013」で限定発売。「にじゅう」にまつわる20のお題を電撃文庫作家＆イラストレーターが書いている。

## 電撃VS
2014年10月のイベント「電撃文庫 秋の祭典2014」で限定発売。異なるタイトルの主人公二人が対決するコラボレーションや、本編では実現しなかった宿命の戦い、レアバトル、珍バトル、そしてシリーズ１０周年を記念した「禁書目録VSデュラララ!!」など、ドリームマッチが満載。

## 電撃がーるず 水着ふぇすてぃばる!
2015年10月のイベント「電撃文庫 秋の祭典2015」で限定発売。電撃文庫のヒロイン達の水着姿のイラストとショートストーリーの小説を収録。

## 電撃すぷらっしゅ！
2016年10月のイベント「電撃文庫 秋の祭典2016」で限定発売。テーマは「濡れた女の子」にしたイラストや掌編などを収録。

## 電撃まるはだかっ！
2017年10月のイベント「電撃文庫 秋の祭典2017」で限定発売。テーマは「裸」と「脱衣」にしたイラストを主に掲載。

## 電撃あいらんど！
2018年10月のイベント「電撃文庫25周年記念 秋の電撃祭」で限定発売。テーマは「南の島でのバケーション!」とした、開放的なビーチでのひとときや、パーティードレスを着こなしたセクシーなカットなどのイラストを主に掲載。

## 電撃あにまるっ！
2019年10月にインターネット生放送「電撃文庫 秋の生放送フェスティバル」の開催を記念して「電撃屋」で先行販売。テーマは「けもみみ」で、電撃文庫作品のヒロインたちに「アニマル」属性を追加いしたちょっと(?)エッチなイラストを主に掲載。